# لاستیک فلورین
لاستیک فلورین خانواده ای از مواد فلوئوروالاستومری مبتنی بر فلوئوروکربن است که توسط ASTM International ISO standard 1629 و ISO standard 1629 تعریف شده است. معمولاً به آن لاستیک فلورین یا لاستیک فلوئورو می گویند. همه FKMها حاوی وینیلیدین فلوراید به عنوان مونومر هستند. لاستیکهای فلورین توسط DuPont (متعلق به Chemours) توسعه یافتند و  امروزه توسط بسیاری از شرکت ها نیز تولید می شوند؛ از جمله 3M، Daikin، Solvay_S.A، و بسیاری از کارخانه های چینی. فلوئوروالاستومرها گرانتر از الاستومرهای لاستیکی نئوپرن یا نیتریل هستند. آنها مقاومت حرارتی و شیمیایی بیشتری ایجاد می کنند. FKMها را می توان بر اساس ترکیب شیمیایی، محتوای فلوئور یا مکانیسم اتصال متقابل به کلاس های مختلفی تقسیم کرد.

## خواص لاستیک فلورین
فلوئوروالاستومرها در مقایسه با سایر الاستومرها ، دمای بسیار عالی (تا 500 درجه فارنهایت یا 260 درجه سانتیگراد) و مقاومت در برابر سیالات تهاجمی را ارائه می دهند، در حالی که پایداری موثر را برای بسیاری از انواع مواد شیمیایی و سیالات مانند روغن، گازوئیل ، مخلوط اتانول یا مایعات بدن ترکیب می کنند.
عملکرد فلوئوروالاستومرها در مواد شیمیایی تهاجمی به ماهیت پلیمر پایه و مواد اولیه ترکیبی مورد استفاده برای قالب‌گیری محصولات نهایی بستگی دارد (به عنوان مثال حلقه‌های O). برخی از فرمول ها به طور کلی با هیدروکربن ها سازگار هستند، اما با کتون هایی مانند استون و متیل اتیل کتون، حلال های استر مانند اتیل استات، آمین ها و اسیدهای آلی مانند اسید استیک ناسازگار هستند.
آنها را می توان به راحتی از بسیاری دیگر از الاستومرها متمایز کرد زیرا چگالی آنها بیش از 1800 کیلوگرم بر متر مکعب است که به طور قابل توجهی بالاتر از بسیاری از انواع لاستیک است.

## انواع لاستیک فلورین
بر اساس ترکیب شیمیایی FKM ها را می توان به انواع زیر تقسیم کرد:
- FKMهای نوع 1 از وینیلیدین فلوراید (VDF) و هگزافلوئوروپروپیلن (HFP) تشکیل شده اند. کوپلیمرها نوع استاندارد FKM ها هستند که عملکرد کلی خوبی از خود نشان می دهند. مقدار فلوئور آنها تقریباً 66 درصد وزنی است.
- FKMهای نوع 2 از VDF، HFP و تترا فلوئورواتیلن (TFE) تشکیل شده‌اند. ترپلیمرها در مقایسه با کوپلیمرها (معمولاً بین 68 تا 69 درصد وزنی فلوئور) محتوای فلوئور بیشتری دارند که منجر به مقاومت شیمیایی و حرارتی بهتری می شود. مجموعه فشرده سازی و انعطاف پذیری دمای پایین ممکن است تأثیر منفی بگذارد.
- FKMهای نوع 3 از VDF، TFE و پرفلوئورو متیل وینیل اتر (PMVE) تشکیل شده اند. افزودن PMVE انعطاف پذیری بهتری در دمای پایین در مقایسه با کوپلیمرها و ترپلیمرها فراهم می کند. به طور معمول، محتوای فلوئور FKMهای نوع 3 از 62 تا 68 درصد وزنی متغیر است.
- FKM های نوع 4 از پروپیلن، TFE و VDF تشکیل شده اند. در حالی که مقاومت پایه در FKM های نوع 4 افزایش می یابد، خواص تورم آنها، به ویژه در هیدروکربن ها، بدتر می شود. به طور معمول، آنها دارای محتوای فلوئور حدود 67 درصد وزنی هستند.
- FKMهای نوع 5 از VDF، HFP، TFE، PMVE و اتیلن تشکیل شده‌اند. به دلیل مقاومت پایه و مقاومت در برابر دمای بالا در برابر سولفید هیدروژن شناخته شده است. [۷]

## مکانیسم های پیوند متقابل
سه مکانیسم اتصال متقابل وجود دارد که در فرآیند پخت FKM استفاده می شود.
- پیوند متقابل دی آمین با استفاده از دی آمین مسدود شده. در حضور محیط‌های پایه (قلیایی)، VDF در برابر فلوئور زدایی آسیب‌پذیر است، که امکان افزودن دی آمین به زنجیره پلیمری را فراهم می‌کند. به طور معمول، اکسید منیزیم برای خنثی کردن اسید هیدروفلوئوریک حاصل و تنظیم مجدد به فلوراید منیزیم و آب استفاده می شود. اگرچه امروزه به ندرت مورد استفاده قرار می گیرد، دی آمین در مقایسه با سایر مکانیسم های اتصال متقابل، خواص بهتری را برای پیوند لاستیک به فلز ارائه می دهد. قابلیت هیدراته شدن دی آمین باعث آسیب پذیری پیوند متقابل دی آمین در محیط های آبی می شود.
- پیوند متقابل یونی ( دی هیدروکسی پیوند متقابل) گام بعدی در پخت FKM بود. امروزه این رایج ترین شیمی پیوند متقابل است که برای FKM ها استفاده می شود. این مقاومت حرارتی عالی، پایداری هیدرولیتیک بهبود یافته و مجموعه فشرده سازی بهتری نسبت به دی آمین ارائه می دهد. برخلاف دی آمین، مکانیسم یونی یک مکانیسم اضافه نیست، بلکه یک جایگزین نوکلئوفیل آروماتیک است. ترکیبات آروماتیک دی هیدروکسی به عنوان عامل اتصال عرضی استفاده می شود و نمک های فسفونیوم چهارتایی معمولاً برای تسریع فرآیند پخت استفاده می شوند.
- پیوند متقابل پراکسید در ابتدا برای FKMهای نوع 3 حاوی PMVE توسعه داده شد؛ زیرا سیستم های پیوند متقابل دی آمین و بیسفنولیک می توانند منجر به شکاف در یک زنجیره ستون فقرات پلیمری حاوی PMVE شوند. در حالی که پیوند متقابل دی آمین و بیسفنولیک واکنش های یونی هستند، پیوند متقابل پراکسید یک مکانیسم رادیکال آزاد است. اگرچه پیوندهای متقابل پراکسید به اندازه پیوندهای عرضی بیسفنولی از نظر حرارتی پایدار نیستند، اما معمولاً سیستم انتخابی در محیط های آبی و محیط های الکترولیت غیرآبی هستند.

## کاربرد لاستیک های فلورین
به دلیل عملکرد فوق العاده آنها در تعدادی از بخش ها از جمله موارد زیر استفاده می شود:
- فرآیند شیمیایی و پالایش نفت، که در آن به دلیل مقاومت در برابر مواد شیمیایی برای آب بندی، پمپ، واشر و غیره استفاده می شود.
- ابزارهای تجزیه و تحلیل و پردازش: جداکننده ها، دیافراگم ها، اتصالات استوانه ای، حلقه ها، واشرها و غیره
- تولید نیمه هادی
- مواد غذایی و دارویی به دلیل تجزیه کم در تماس با مایعات.
- هوانوردی و هوافضا : دماهای عملیاتی بالا و ارتفاعات بالا نیاز به مقاومت در برابر حرارت و دمای پایین دارند.[۴]

- آنها به دلیل سایش کم و تغییر رنگ حتی در تماس طولانی با روغن پوست و قرار گرفتن مکرر در معرض نور، مناسب برای تولید پوشیدنی هستند و همچنین راحتی بالا و مقاومت در برابر لکه را تضمین می کنند.

- مواد شیمیایی تهاجمی، بخار، اسیدها و بازها به مواد آب بندی با مقاومت سیال بالاتر از حد متوسط و عملکرد طولانی مدت نیاز دارند. از این رو در کارخانه های شیمیایی از فلوئوروالاستومرها استفاده می شود.

- فرآیندهای حفاری و سایر سیالات حفاری در صنعت نفت و گاز حاوی مواد افزودنی هستند که احتمالاً لاستیک استاندارد را تخریب می کنند. به همین خاطر می توان از لاستیک های فلورین بهاجای لاستیک های استاندارد استفاده کرد.[۴]

- دستکش‌های FKM/butyl در برابر بسیاری از حلال‌های آلی قوی که می‌توانند دستکش‌های معمولی (مانند دستکش‌های ساخته شده با نیتریل) را از بین ببرند یا نفوذ کنند، بسیار غیرقابل نفوذ هستند.

- صنعت خودرو بخش اصلی کاربرد آنها را نشان می دهد، جایی که دستیابی مداوم به راندمان بالاتر، تولیدکنندگان را به سمت مواد با عملکرد بالا سوق می دهد. نمونه ای از FKMها حلقه های او-رینگ است که به عنوان ارتقاء دهنده در لوله های فشاری که تحت گرمای زیاد تولید شده توسط موتور خراب شده و اجازه نشت روغن را می دهد، استفاده می شود. لوله‌های FKM یا شیلنگ‌های آستردار معمولاً در مصارف سوخت خودرو و دیگر وسایل حمل‌ونقل توصیه می‌شوند که غلظت‌های بالای بیودیزل مورد نیاز باشد. مطالعات نشان می دهد که انواع B و F (FKM-GBL-S و FKM-GF-S) در برابر بیودیزل اسیدی مقاوم تر هستند. (این به این دلیل است که سوخت بیودیزل ناپایدار و اکسید کننده است). OEM ها توسط فلوئوروالاستومرها به افزایش بهره وری سوخت، کاهش انتشار گازهای گلخانه ای، حذف نشت مایعات و بهبود کارایی سیستم های خود ادامه می دهند.[۴]

- او-رنیگ ها برای مدتی در SCUBA diving توسط غواصان با استفاده از مخلوط های گازی به نام نیتروکس به طور ایمن استفاده شده است. FKM ها به این دلیل استفاده می شوند که احتمال آتش گرفتن آنها کمتر است، حتی با افزایش درصد اکسیژن موجود در نیتروکس. آنها همچنین در شرایط افزایش اکسیژن کمتر مستعد پوسیدگی هستند.

در حالی که این مواد دارای طیف گسترده ای از کاربردها هستند، هزینه آنها در مقایسه با انواع دیگر الاستومرها بسیار بالاست، به این معنی که پذیرش آنها باید با نیاز به عملکرد برجسته (مانند بخش هوافضا) توجیه شود و برای محصولات ارزان قیمت توصیه نمی شود.

## موارد نیازمند احتیاط
در دماهای بالا یا در آتش، فلوئوروالاستومرها تجزیه می شوند و ممکن است هیدروژن فلوراید آزاد کنند. هرگونه باقیمانده باید با استفاده از تجهیزات حفاظتی اداره شود.